# Minonk, Illinois
Minonk là một thành phố thuộc quận Woodford, tiểu bang Illinois, Hoa Kỳ. Năm 2010, dân số của thành phố này là 2078 người.

## Dân số
Dân số qua các năm:
- Năm 2000: 2168 người.
- Năm 2010: 2078 người.